# Kadiš
| Židé a judaismus |
| Židé • Judaismus • Kdo je Žid |
| Ortodoxní • Konzervativní (Masorti) Progresivní (Reformní - Liberální) • Ultraortodoxní Samaritáni • Falašové • Karaité                                                                                            |
| Etnické skupiny a jazyky |
| Aškenázové • Sefardové • Mizrachim Hebrejština • Jidiš • Ladino • Ge'ez • Buchori |
| Populace (vývoj) |
| Evropa • Amerika • Asie • Afrika • Austrálie |
| Náboženství |
| Bůh • Principy víry • Boží jména 613 micvot • Halacha • Noachidské zákony Mesiáš • Eschatologie |
| Židovské myšlení, filosofie a etika |
| Židovská filosofie Cdaka • Musar • Vyvolenost Chasidismus • Kabala • Haskala |
| Náboženské texty |
| Tóra • Tanach • Mišna • Talmud • Midraš Tosefta • Mišne Tora • Šulchan aruch Sidur • Machzor • Pijut • Zohar |
| Životní cyklus, tradice a zvyky |
| Obřízka • Pidjon ha-ben • Simchat bat • Bar micva Šiduch • Svatba • Ketuba • Rozvod (Get) • Pohřeb Kašrut • Židovský kalendář • Židovské svátky Talit • Tfilin • Cicit • Kipa Mezuza • Menora • Šofar • Sefer Tora |
| Významné postavy židovství |
| Abrahám • Izák • Jákob • Mojžíš Šalomoun • David • Elijáš • Áron Maimonides • Nachmanides • Raši Ba'al Šem Tov • Ga'on z Vilna • Maharal                                                                           |
| Náboženské budovy a instituce |
| Chrám • Synagoga • Ješiva • Bejt midraš Rabín • Chazan • Dajan • Ga'on Kohen (kněz) • Mašgiach • Gabaj • Šochet Mohel • Bejt din • Roš ješiva                                                                      |
| Židovská liturgie |
| Šema • Amida • Kadiš Minhag • Minjan • Nosach Šacharit • Mincha • Ma'ariv • Musaf |
| Dějiny Židů |
| starověk • středověk • novověk |
| Blízká témata |
| Antisemitismus • Gój • Holocaust • Izrael Filosemitismus • Sionismus Abrahámovská náboženství |
| z • d • e |

Kadiš nebo kaddiš ([kadyš]; aramejsky קדיש‎ – „svatý“) je židovský chvalozpěv, sloužící jako předěl v bohoslužbě. Kadiš je psán hebrejsko-aramejsky a říkal se pravděpodobně již v Izraeli v dobách druhého Chrámu[zdroj?]. Kadiš je často chybně označován za „modlitbu za mrtvé“. Ve skutečnosti nemá s mrtvými nic společného. Modlitba za zesnulé se nazývá Jizkor. Kadiš rovněž není možné recitovat, pokud není přítomen minjan.

## Recitace
Kadiš obvykle předříkává chazan, tučně vytištěné pasáže říká spolu s ním nahlas i obec. Celý kadiš zní následovně:

### Hebrejsko-aramejský text
יִתְגַּדַּל וְיִתְקַדַּשׁ שְׁמֵהּ רַבָּא. אמן:
בְּעָלְמָא דִּי בְרָא כִרְעוּתֵהּ וְיַמְלִיךְ מַלְכוּתֵהּ בְּחַיֵּיכוֹן וּבְיוֹמֵיכוֹן וּבְחַיֵּי דְכָל בֵּית יִשְׂרָאֵל בַּעֲגָלָא וּבִזְמַן קָרִיב, וְאִמְרוּ אָמֵן׃
יְהֵא שְׁמֵהּ רַבָּא מְבָרַךְ לְעָלַם וּלְעָלְמֵי עָלְמַיָּא׃
יִתְבָּרַךְ. וְיִשְׁתַּבַּח וְיִתְפָּאַר וְיִתְרוֹמַם וְיִתְנַשֵּׂא וְיִתְהַדָּר וְיִתְעַלֶּה וְיִתְהַלָּל שְׁמֵהּ דְּקֻדְשָׁא. בְּרִיךְ הוּא:
לְעֵלָּא מִן כָּל (בעשי"ת לְעֵלָּא וּלְעֵלָּא מִכָּל) בִּרְכָתָא וְשִׁירָתָא תֻּשְׁבְּחָתָא וְנֶחֱמָתָא דַּאֲמִירָן בְּעָלְמָא. וְאִמְרוּ אָמֵן׃

קַבֵּל בְּרַחֲמִים וּבְרָצוֹן אֶת תְּפִלָּתֵנוּ
תִּתְקַבַּל צְלוֹתְהוֹן וּבָעוּתְהוֹן דְכָל בֵּית יִשְׂרָאֵל קֳדָם אֲבוּהוֹן דִּי בִשְׁמַיָּא, וְאִמְרוּ אָמֵן׃

יְהִי שֵׁם יְהֹוָה מְבֹרָךְ מֵעַתָּה וְעַד עוֹלָם
יְהֵא שְׁלָמָא רַבָּא מִן שְׁמַיָּא וְחַיִּים עָלֵינוּ וְעַל כָּל יִשְׂרָאֵל. וְאִמְרוּ אָמֵן׃

עֶזְרִי מֵעִם יְהֹוָה עֹשֵׂה שָׁמַיִם וָאָרֶץ
עוֹשֶׂה שָׁלוֹם בִּמְרוֹמָיו הוּא יַעֲשֶׂה שָׁלוֹם עָלֵינוּ וְעַל כָּל יִשְׂרָאֵל וְאִמְרוּ אָמֵן׃
‎

### Přepis
Jitgadal ve-jitkadaš Šme raba (Amen)
Be-alma di-vra chirute ve-jamlich malchute, be-chajejchon u-ve-jomejchon u-ve-chajej de-chol Bejt Jisra’el, ba-agala u-vi-zman kariv ve-imru: Amen.
Jehe Šme raba mevarach le-alam u-le-almej almaja.
Jitbarach ve-jištabach ve-jitpo’ar ve-jitromam ve-jitnase ve-jithadar vejit’ale ve-jithalal Šme de-Kudša, berich Hu.
Le-ela min kol (le-ela u-le-ela mi-kol) birchata ve-širata tušbechata ve-nechemata, da-amiran be-alma ve-imru: Amen.
Titkabal celotehon u-va’uthon de-chol Bejt Jisra’el kedam Avuhon di bi-šmaja ve-imru: Amen
Jehe šlama raba min šemaja ve-chajim alejnu ve-al kol Jisra’el ve-imru: Amen.
Ose šalom bi-mromav, Hu ja’ase šalom alejnu ve-al kol Jisra’el ve-imru: Amen.

### Překlad
Nechť se Jeho veliké Jméno vyvýší a posvětí (Amen). 
Ve světě, který stvořil podle Své vůle. Ať je upevněna Jeho vláda za vašich dnů a za vašich životů a za života celého Izraele, rychle a brzy. A řekněte: Amen
Buď požehnáno Jeho veliké Jméno navěky věků.
Ať je posvěceno, pochváleno, oslaveno, vyvýšeno, vychváleno, zmocněno, vyneseno a velebeno Jméno Svatého, budiž požehnán,
nad každé požehnání a píseň, chválu a útěchu, kterou je možné vyjádřit v tomto světě, a řekněte: Amen.
Kéž jsou přijaty modlitby a prosby celého domu Izraele před jejich nebeským Otcem. A řekněte: Amen.
Ať je seslán z nebes hojný mír a život na nás a na celý lid Izraele a řekněte: Amen.
Ten, jenž zjednává mír na Svých výšinách, ať zjedná mír i nám a celému Izraeli a řekněte: Amen.

## Druhy
- Poloviční kadiš – Chaci kadiš – slouží jako předěl v liturgii. Obsahuje pouze prvních pět vět celého kadiš
- Celý kadiš – Kadiš šalem, Kadiš titkabal – Slouží jako předěl mezi hlavními částmi liturgie.
- Kadiš sirotků – Kadiš jatom – jako Celý kadiš, pouze bez šestého odstavce תִּתְקַבַּל titkabal („kéž jsou přijaty“), právě tento je často chybně označován jako „modlitba za mrtvé“. Recitují ji truchlící po dobu jednoho roku od úmrtí blízkého příbuzného a poté vždy ve výroční den (v jidiš „jarcajt“). Recituje se na závěr liturgie a po blahořečení.
- Rabínský kadiš – Kadiš de-rabanan – obsahuje zvláštní odstavec Al Jisra’el ve-al rabanan a recituje se po studiu Mišny nebo Talmudu.עַל יִשְׂרָאֵל וְעַל רַבָּנָן. וְעַל תַּלְמִידֵיהוֹן וְעַל כָּל תַּלְמִידֵי תַלְמִידֵיהוֹן. וְעַל כָּל מַאן דְּעָסְקִין בְּאוֹרַיְתָא. דִּי בְאַתְרָא הָדֵין וְדִי בְכָל אֲתַר וַאֲתַר. יְהֵא לְהוֹן וּלְכוֹן שְׁלָמָא רַבָּא חִנָּא וְחִסְדָּא וְרַחֲמִין וְחַיִּין אֲרִיכִין וּמְזוֹנֵי רְוִיחֵי וּפֻרְקָנָא מִן קֳדָם אֲבוּהוֹן דְּבִשְׁמַיָּא וְאַרְעָא וְאִמְרוּ אָמֵן׃‎Al Jisra'el ve-al rabanan ve-al talmidejhon ve-al kol talmidej talmidejhon ve-al kol man de-askin be-Orajta di be-atra ha-dejn ve-di be-chol atar ve-atar. Jehe lehon u-lechon šlama raba, china ve-chisda ve-rachamin ve-chajin arichin u-mezonej revichej u-purkana min kodam Avuhon di bišmaja ve-imru: AmenNad Izraelem a nad jeho učiteli, jejich žáky a všemi jejich žáky a nad všemi, kteří se zabývají studiem Tóry, kteří jsou zde nebo kdekoliv jinde, ať je jim a Tobě dán hojný mír, milost, laskavost a slitování, dlouhý život, bohatá potrava a spása od jejich Otce, který je na nebesích, a řekněte: Amen

## Odlišné verze
Kadiš původně obsahoval v prvním odstavci i verš vztahující se k příchodu Mesiáše – וְיַצְמַח פּוּרְקָנֵהּ וִיקָרֵב מְשִׁיחֵהּ‎. Tento verš byl ovšem v aškenázském kulturním prostředí na nátlak křesťanských cenzorů[zdroj?] vyškrtnut a zůstal pouze v sefardské verzi (kterou později přejali také chasidé).